# 如月小春
如月 小春（きさらぎ こはる、本名：楫屋 正子〈かじや まさこ〉、出生名：伊藤 正子、1956年2月19日 - 2000年12月19日）は、劇作家、演出家、エッセイストである。東京都杉並区出身。東京女子大学文理学部哲学科卒業。
1970年代後半から劇作家・演出家として活動し、野田秀樹・渡辺えり子らとともに小劇場第三世代の旗手として注目された。また、エッセイストとしての著作も多く、司会者・コメンテーターなどとしてもテレビにも出演していたほか、アジア女性演劇会議実行委員長・日本ユネスコ国内委員会委員・兵庫県立こども館演劇活動委員・立教大学講師なども歴任した。

## 経歴
小学校時代を中野区の哲学堂公園付近、中学・高校時代を武蔵野市の成蹊中学校・高等学校で過ごし、その間、同校と交換留学制度のあるオーストラリアのニューサウスウェールズ州カウラ高等学校に留学した。1974年、東京女子大学文理学部哲学科に入学。
大学在学中に東京大学とのインターカレッジ劇団、「劇団綺畸（きき）」で活動を始め、1976年（昭和51年）に処女戯曲 『流星陰画館』を発表する。その後『ロミオとフリージアのある食卓』（1979年初演）、『ANOTHER』（1981年）、『工場物語』（1982年）などの作品を次々と作・演出した。同じ劇団に竹内晶子、瀧川真澄、吉見俊哉がいた。劇団活動の傍ら、大学卒業後は一般企業に就職して1年間OL生活、その後学習塾の講師も務めた。
1982年（昭和57年）、「綺畸」を脱退、秋には楫屋一之とのパフォーマンス「光合成Party」を上演する。1983年（昭和58年）、自らの劇団「NOISE」を設立、『DOLL』（1983年）、『MORAL』（1984年 - 86年）などを上演した。これらでは音楽・映像など他分野とのコラボレーションによる、従来の演劇の枠にとらわれないパフォーマンスが行われた。劇団「NOISE」には約30名の劇団員が所属し、マスコミからは「都会派演劇集団」と評されることもあった。
1988年（昭和63年）、ニューヨーク州バッファローで開催された第1回国際女性劇作家会議に日本代表として参加する。1991年（平成3年）より兵庫県立こどもの館で演劇のワークショップを開始する。1992年（平成4年）、第1回アジア女性演劇会議（AWT）の実行委員長を務める。
1995年（平成7年）、平成6年度「O夫人児童演劇賞」を受賞。1998年（平成10年）、第38回「演劇教育賞」特別賞を受賞。
2000年（平成12年）12月7日、立教大学の講師控え室で意識を失い日大板橋病院に搬送され、12月19日、クモ膜下出血のため死去。44歳没。
如月が予定されていた2001年2月の第3回アジア女性演劇会議の実行委員長は、岸田理生が代理を務めた。

## 舞台
- 流星陰画館 ― 星影の残酷メルヘン
- 新御伽草子'79 ― 雪の小石川編
- ロミオとフリージアのある食卓 ― 悲恋中野区編
- 光の時代
- 家、世の果ての… ― 怪談・武蔵野編
- ANOTHER
- 工場物語
- Art Collection 1 ― 光合成Party
- DOLL
- リア王の青い城
- トロイメライ ― 子供の情景
- MORAL
- Art Collection 4 ― Dancing Voice
- MORAL 2nd
- ISLAND
- SAMSA
- 砂漠のように、やさしく
- NIPPON CHA! CHA! CHA!
- MOON
- ESCAPE
- 夏の夜のアリスたち
- 夜の学校
- A・R ― 芥川龍之介素描
- 月夜のサンタマリア
- 朝、冷たい水で
- モホイの涙
- テン、テン、天まで飛んでいけ！

上記の出典は「如月小春略歴」による。

## テレビ
- 日本語再発見
- 週刊ブックレビュー
- スタジオL 木曜日

## ラジオ
- 坂本龍一と如月小春のラジオパフォーマンス「LIFE」 1984年 NHK-FM

## 音楽
- 「NEO PLANT」1986年（坂本龍一のプロデュース）
- 「都会の生活」1986年

## 著書
現物を確認していないものが多いので分類が間違っていたら修正をお願いします。

### 戯曲
- 『如月小春戯曲集』新宿書房、1982年
「家、世の果ての… - あるいは《少女と犬》型都市を記述する試み」「Another」を収録
- 『工場物語』新宿書房、1983年
「工場物語 - The factory romance」「光の時代 - Le temps de lumière」「一九八二・九・二二」を収録
- 『如月小春のしばい』而立書房、1984年
「ロミオとフリージアのある食卓」「リア王の青い城」を収録
- 『DOLL』新宿書房、1985年 ISBN 4880081078
- 『MORAL』新宿書房、1987年 ISBN 4880081019
「MORAL」「ISLAND」「SAMSA」を収録。
- 『NIPPON・CHA!CHA!CHA!』新宿書房、1988年 ISBN 4880081183
- 『DOLL/トロイメライ』新宿書房、1993年 ISBN 4880081787
- 『DOLL/トロイメライ』新宿書房、2001年新版 ISBN 4880082716
- 『如月小春精選戯曲集』新宿書房、2001年 ISBN 4880082724
「ロミオとフリージアのある食卓」「家、世の果ての…」「Moral」「Moon」「夜の学校」「A・R」の6篇収録
- 『DOLL - 如月小春が遺した美しい7つの物語 如月小春精選戯曲集2』新宿書房、2017年 ISBN 4880084646
「光の時代」「ANOTHER」「工場物語」「DOLL」「トロイメライ」「NIPPON・CHA! CHA! CHA!」「朝、冷たい水で」の7篇収録

### エッセイ・評論・対談
- 『如月小春のフィールドノート』而立書房、1984年 ISBN 4880590789
- 『はな子さん、いってらっしゃい - 如月小春Tokiology live』晶文社、1984年
- 『都市の遊び方』新潮文庫、1986年 ISBN 4101459010
- 『私の耳は都市の耳』集英社、1986年 ISBN 4087725774
- 『都市民族の芝居小屋』筑摩書房、1987年 ISBN 4480871020
- 『鏡の中の人間 - 如月小春サイエンス・インタヴュー集』ビー・エヌ・エヌ、1988年 ISBN 4893690507
- 『はな子さんの文学探検』集英社、1988年 ISBN 4087726762
- 『東京ガール』PHP研究所、1989年 ISBN 4569224458
- 『もう一人の、私』海竜社、1995年 ISBN 4759304479
- 『八月のこどもたち - 劇団NOISE・91夏・ワークショップの記録』晩成書房、1996年 ISBN 4893801864
- 『ピーヒャラドンの謎 - 演出家がハハになった』婦人生活社、1999年 ISBN 4574701285
- 『俳優の領分 - 中村伸郎と昭和の劇作家たち』新宿書房、2006年 ISBN 4880083593

### 小説
- 『子規からの手紙』岩波書店、1993年 ISBN 4000041622

### 共著・翻訳
- 『演戯する都市』渡辺守章との共著、平凡社、1986年
- 『劇作家8人によるロジック・ゲーム』白水社、1992年 ISBN 4560032505
- 『犬は東に日は西に』中野孝次・黒鉄ヒロシとの共著、清流出版、1999年 ISBN 4916028619
- 『ドラの肖像 : エレーヌ・シクスー戯曲集』松本伊瑳子との共訳書、新水社、2001年 ISBN 4883850226